# Óbuda
Óbuda (nemško Alt-Ofen, lit. 'Ur-Buda' ali 'Stari Budim') je skupaj z Budimom in Pešto eno od treh mest, ki so bila leta 1873 združena v madžarsko prestolnico Budimpešto. Skupaj z Békásmegyerjem je Óbuda del tretjega mestnega okrožja, čeprav se toponim včasih uporablja tudi za severni Budim kot celoto.
Središče soseske je Fő tér poleg postaje Szentlélek tér BHÉV. Otok Óbuda, ki leži v Donavi poleg Óbude, gosti festival Sziget, velik letni glasbeni in kulturni festival.

## Zgodovina
V Óbudi so našli naselbine iz kamene dobe. Rimljani so tam zgradili Aquincum, glavno mesto province Panonije. Madžari so prišli po letu 900. Služil je kot pomembno naselje večjih plemenskih voditeljev, kasneje kraljev. Na tem mestu so bile postavljene kraljeve in cerkvene ustanove. Kralj Béla IV. Ogrski je zgradil novo prestolnico po katastrofalni mongolski invaziji 1241–42 v Budimu, nekoliko južno od Óbude. V 14. stoletju je bil v Óbudi samostan klaris.
Zakriti zgodovinski ostanki Óbude, skupaj z vlogo, ki jo je imel v poeziji 19. stoletja, so povzročili, da je bila predmet različnih zgodovinskih sporov.
Spominska plošča se pojavi na stavbi, postavljeni na mestu nekdanje judovske osnovne šole v Óbudi (ulica Óbuda 6), v spomin na žrtve holokavsta.

## Muzeji
- Aquincum Museum,[4] mali muzej prikazuje dragulje, steklovino, kovinsko orodje in stenske poslikave, povezane z življenjem starih Rimljanov, ki so živeli v Aquincumu. Na zunanji lokaciji muzeja so ostanki mesta, vključno z dvorišči, kopališči, tržnico, svetišči, velikimi stebri, skulpturami in kamnitim sarkofagom. Rimske ruševine drugje v Óbudi vključujejo kopališča, ki so služila rimskim legionarjem, stacioniranim v Aquincumu, Herkulovo vilo in dva amfiteatra, Aquincum civil amfiteater in večji Vojaški amfiteater Aquincum.
- Muzej Kassák,[5] podružnični Petőfijev literarni muzej; prikazuje predmete, povezane z življenjem in delom madžarskega avantgardnega pisatelja Lajosa Kassáka (1887–1967)
- Muzej Obudai,[6] primarna zbirka vsebuje lokalno zgodovino; muzej obsega tudi edini muzej igrač na Madžarskem in muzej Zsigmond Kun Flat, ki prikazuje ljudsko pohištvo
- Muzej madžarske trgovine in turizma[7]
- Muzej Vasarely, palača Zichy,[8] prikazuje delo Victorja Vasarelyja, kot tudi občasne razstave drugih madžarskih umetnikov